# دوغ فلمنج
دوغ فلمنج (بالإنجليزية: Doug Fleming)‏ هو لاعب دوري الرغبي أسترالي، ولد في 24 أبريل 1930 في أستراليا، وتوفي في 14 أغسطس 1998 في Burleigh Waters, Queensland ‏ في أستراليا.